# Ousse (gave de Pau)
Pour les articles homonymes, voir Ousse.
L'Ousse est un affluent du gave de Pau, sur sa rive droite, entre le Lagoin en amont et l'Ousse des Bois en aval. Elle se jette dans le gave au pied du château de Pau.

## Hydronymie
Le nom Ousse est un thème hydronymique typique de l'aire aquitanique, et dont la forme originelle était Ourse (cf. l'Ousse des Bois, Ossau). La forme ancienne de ce nom, la Oosse (1457), conforte cette origine (car oo vient de or prononcé /u/ comme oô vient de on prononcé /ũ/).
On retrouve des Ousse comme affluent du canal d'Alaric, du Gers, de l'étang d'Aureilhan.
L'Ousse a donné son nom à la commune riveraine Ousse.

## Géographie
L'Ousse naît à Bartrès au nord de Lourdes, à 492 m d'altitude, puis décrit un arc vers l'ouest pour rejoindre le gave à Pau. Sa longueur est de 42,5 km.
L'Ousse draine une ancienne vallée morte du gave de Pau abandonnée lors de la mise en place définitive de la moraine frontale de Lourdes (Riss). Le gave de Pau a entaillé une vallée morte antérieure, celle du Pont-Long (Mindel) qui se situe au nord et au-dessus de celle de l'Ousse.
La vallée de l'Ousse est ainsi bordée à l'est, puis au nord, par une banquette. Au sud, l'Ousse longe la ligne de coteaux découpés dans des dépôts littoraux plus anciens (Yprésien à Miocène) qui la sépare de la vallée du gave.
La pente générale de la vallée étant faible, le cours de l'Ousse est très sinueux, avec de nombreux méandres. Le drainage de la vallée est complété par de petits ruisseaux souvent aménagés en fossés. 

La plupart des villages - sauf Gomer et Idron - s'étaient installés sur la rive droite, entre la rivière et le talus qui la borde. Les terrains alluvionnaires avaient permis le développement d'une agriculture variée, actuellement plus orientée vers l'élevage. D'innombrables canaux de dérivation alimentaient en eau des dizaines de moulins, des scieries, des papeteries - à Pau et Idron - des ateliers - celui de « la Monnaie » - la minoterie Marsan, la brasserie Heid, au pied même du château de Pau.

### Communes et départements traversés
- Hautes-Pyrénées : Bartrès, Loubajac, Barlest,
- Pyrénées-Atlantiques : Pontacq, Barzun, Livron, Espoey, Gomer, Soumoulou, Nousty, Artigueloutan, Ousse, Lée, Idron, Bizanos, Pau.

## Principaux affluents
- (D) Badé, 7,8 km, à Pontacq, d'Hourpastadère' à Bartrès,
- (G) Oussère[5] ou Barade, 9,8 km, à Livron, en provenance Lamarque-Pontacq,
- (G) Ourroû[6] ou Lourroû, 13,2 km, à Gomer, en provenance de Saint-Vincent,
  - (G) Chourroû, de Labatmale,
  - (D) Saucet ou la Gabale, à Hours, en provenance de Saint-Vincent,
  - (D) Le Larrecq (ou L'arrecq) à Soumoulou, en provenance d'Espoey,
- (G) Banibà[7] ou la Maà, 7,1 km, à Nousty, en provenance de Lucgarier,
- (G) Arriou Merdé, 7,2 km, en provenance d'Ousse.

(D) rive droite ; (G) rive gauche.